# Pingquan

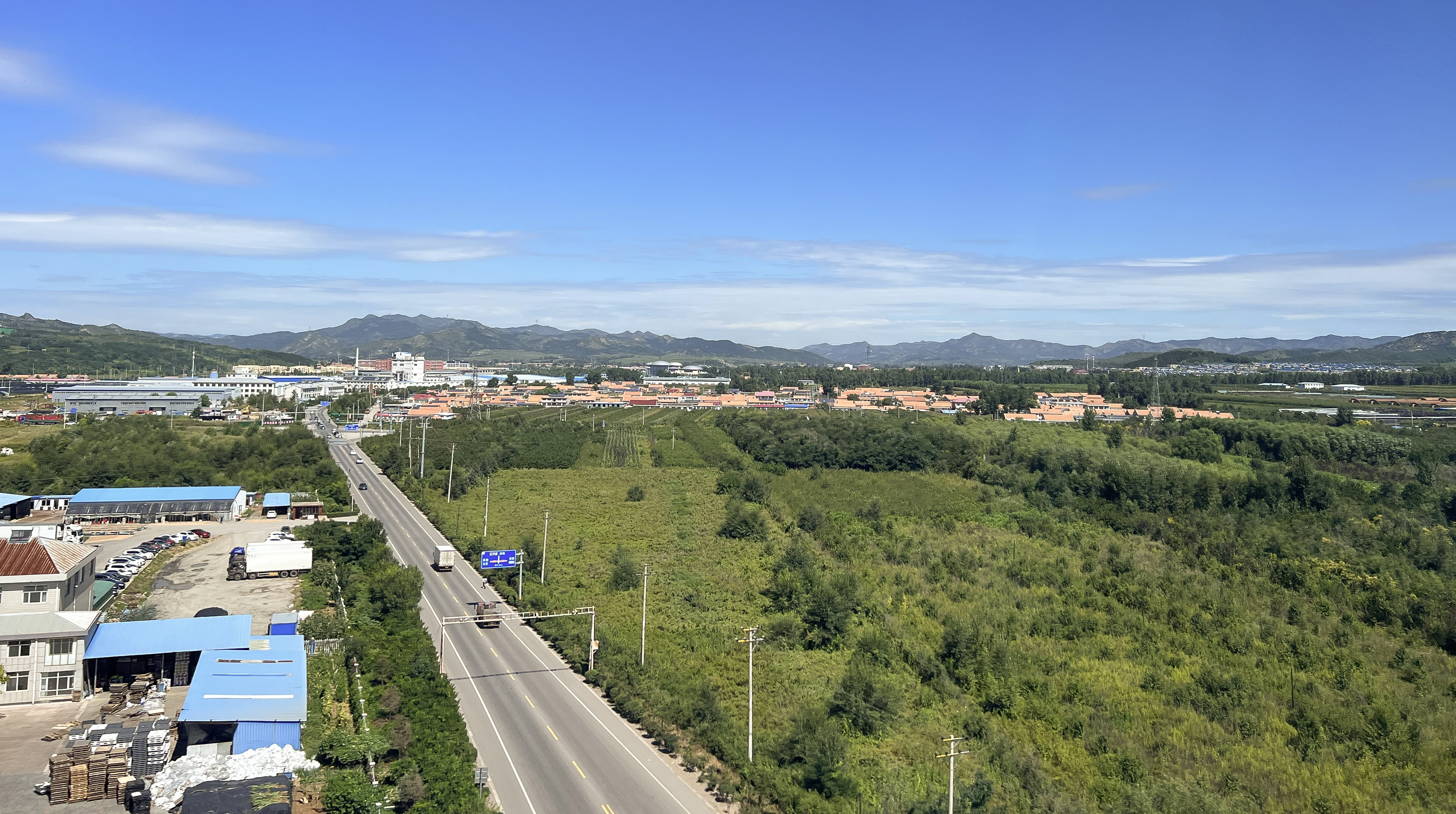
Wolong, Pingquan

Pingquan (chinesisch 平泉市, Pinyin Píngquán Shì) ist eine kreisfreie Stadt der bezirksfreien Stadt Chengde (früher: Jehol, Rehe) in der Provinz Hebei. Sie liegt nordöstlich von Peking. Pingquan hat eine Fläche von 3.281 km² und zählt 446.939 Einwohner (Stand: Zensus 2010). Sein Hauptort ist die Großgemeinde Pingquan (平泉镇).
Die Stätte der Stadt Huizhou (Huizhou cheng 会州城) steht seit 2006 auf der Liste der Denkmäler der Volksrepublik China (6-15).